# Louis Hippolyte Bouteille
Pour les articles homonymes, voir Bouteille (homonymie).
Louis Hippolyte Bouteille est un ornithologue français, né le 12 janvier 1804 à Saint-Gilles-du-Gard et mort le 19 août 1881 à Grenoble.

## Biographie
Issu d’une famille modeste, il fait des études de pharmacie à Avignon de 1820 à 1822, puis à Genève de 1822 à 1825 puis à Lyon de 1825 à 1827. Il s’installe à Grenoble en 1827 et, après avoir obtenu son titre de pharmacien à la Faculté de Montpellier, il ouvre une officine à Grenoble en 1833.
Passionné depuis longtemps d’histoire naturelle, il consacre tout son temps libre aux insectes et surtout aux oiseaux. Il fait paraître en 1843 une Ornithologie du Dauphiné, ou Description des oiseaux observés dans les départements de l'Isère, de la Drôme, des Hautes-Alpes... (deux volumes). Négligeant ses affaires, il doit fermer boutique lorsqu’il obtient en 1847 le poste de conservateur du Muséum d'histoire naturelle de Grenoble au détriment d'Albin Crépu (1799-1859).
Bouteille supervise alors la construction du Muséum dans le Jardin des plantes et enrichit considérablement les collections. Il fonde la Société d'acclimatation des Alpes ainsi que le jardin d'acclimatation de Grenoble en 1854. Il est également l’auteur d’une Faune de l’Oisans parue dans l’Essai descriptif de l’Oisans d'Aristide Albert (1821-1903).
Il est le premier à avoir décrit la perdrix rochassière, hybride naturel de perdrix rouge et de bartavelle.